# لامار سميث
لامار سميث (بالإنجليزية: Lamar Smith)‏ هو لاعب كرة قدم أمريكية وممثل أمريكي، ولد في 29 نوفمبر 1970 في الولايات المتحدة.

## وصلات خارجية
- لامار سميث على موقع IMDb (الإنجليزية)